# Coupe intercontinentale 1985
Pour la Coupe internationale des nations 1985 entre la France et l'Uruguay, voir Trophée Artemio-Franchi.
La Coupe intercontinentale 1985 est la vingt-quatrième édition de la Coupe intercontinentale de football. Elle oppose lors d'un seul match le club italien de la Juventus, vainqueur de la Coupe des clubs champions européens 1984-1985, aux Argentinos Juniors, vainqueurs de la Copa Libertadores 1985. Il s'agit de la première participation des Argentinos Juniors dans cette compétition, alors que la Juventus est pour la deuxième fois à l'affiche de cette Coupe intercontinentale.
La confrontation se déroule au Stade national de Tokyo, le 8 décembre 1985 devant 62 000 spectateurs. Les deux équipes ne se départagent ni à l'issue du temps réglementaire (score de 2-2), ni au terme de la prolongation. Le match se conclut sur une victoire des Turinois, qui remportent ainsi leur première Coupe intercontinentale, lors de la séance de tirs au but (4-2). Le Français Michel Platini est élu homme du match. En 2017, le Conseil de la FIFA a reconnu avec document officiel (de jure) tous les champions de la Coupe intercontinentale avec le titre officiel de clubs de football champions du monde, c'est-à-dire avec le titre de champions du monde FIFA, initialement attribué uniquement aux gagnants de la Coupe du monde des clubs FIFA.

## Feuille de match
| Coupe intercontinentale 1985 | Juventus                                    | 2 - 2ap           | Argentinos Juniors                | Stade national, Tokyo                        |                                              |
| 11 décembre 1985             | Platini 63e (pen.) · Laudrup 82e            | (0 - 0)           | 55e Ereros · 75e Castro           | Spectateurs : 62 000 Arbitrage : Volker Roth | Spectateurs : 62 000 Arbitrage : Volker Roth |
| 11 décembre 1985             | (Rapport)                                   |                   |                                   | Spectateurs : 62 000 Arbitrage : Volker Roth | Spectateurs : 62 000 Arbitrage : Volker Roth |
| 11 décembre 1985             | Brio · Cabrini · Serena · Laudrup · Platini | Tirs au but 4 - 2 | Olguín · Batista · López · Pavoni | Spectateurs : 62 000 Arbitrage : Volker Roth | Spectateurs : 62 000 Arbitrage : Volker Roth |

| Juventus | Argentinos Juniors |

| Juventus :          |    |                      |        |     |
|                     |    |                      |        |     |
| G                   | 1  | Stefano Tacconi      |        |     |
| D                   | 2  | Luciano Favero       |        |     |
| D                   | 3  | Antonio Cabrini      |        |     |
| D                   | 5  | Sergio Brio          |        |     |
| D                   | 6  | Gaetano Scirea       | Averti | 65e |
| M                   | 4  | Massimo Bonini       |        |     |
| M                   | 7  | Massimo Mauro        | Averti | 77e |
| M                   | 8  | Lionello Manfredonia |        |     |
| M                   | 10 | Michel Platini       | Averti |     |
| A                   | 9  | Aldo Serena          |        |     |
| A                   | 11 | Michael Laudrup      |        |     |
| Remplaçants :       |    |                      |        |     |
| D                   | 13 | Stefano Pioli        |        | 65e |
| A                   | 16 | Massimo Briaschi     |        | 77e |
| G                   |    | Luciano Bodini       |        |     |
| M                   |    | Gabriele Pin         |        |     |
| A                   |    | Marco Pacione        |        |     |
| Entraîneur :        |    |                      |        |     |
| Giovanni Trapattoni |    |                      |        |     |

| Argentinos Juniors : |    |                          |        |      |
|                      |    |                          |        |      |
| G                    | 1  | Enrique Vidallé (en)     |        |      |
| D                    | 2  | José Luis Pavoni (en)    |        |      |
| D                    | 3  | Adrián Domenech          |        |      |
| D                    | 4  | Carmelo Villalba (en)    |        |      |
| D                    | 6  | Jorge Olguín             |        |      |
| M                    | 5  | Sergio Batista           |        |      |
| M                    | 8  | Mario Videla (en)        | Averti |      |
| M                    | 9  | Claudio Borghi           | Averti |      |
| M                    | 10 | Emilio Commisso          |        | 86e  |
| A                    | 7  | José Antonio Castro (es) |        |      |
| A                    | 11 | Carlos Ereros (es)       |        | 117e |
| Remplaçants :        |    |                          |        |      |
| M                    | 14 | Juan José López          |        | 117e |
| M                    | 16 | Renato Corsi (en)        | Averti | 86e  |
| G                    |    | César Roberto Mendoza    |        |      |
| D                    |    | Jorge Pellegrini (en)    |        |      |
| D                    |    | Miguel Ángel Lemme (es)  |        |      |
| Entraîneur :         |    |                          |        |      |
| José Yudica          |    |                          |        |      |